# Genizá
A genizá (do Hebraico: גניזה "Armazém; esconderijo" ; plural: genizot ou genizoth ou genizahs) é uma sala de armazenagem ou depósito das sinagogas, onde se depositam temporariamente os textos, livros  e objetos sagrados danificados, defeituosos ou em desuso, por ser proibido deitar fora quaisquer textos com invocações a Deus, sem que o respectivo dono tenha sido devidamente sepultado.

## Etimologia
A palavra genizá  vem do étimo semita «g-n-z», que significa « esconder; pôr de parte». Genizá terá signficado, portanto, «esconderijo», ao princípio, tendo ulteriormente passado a significar «arrecadação; repositório».

## Descrição

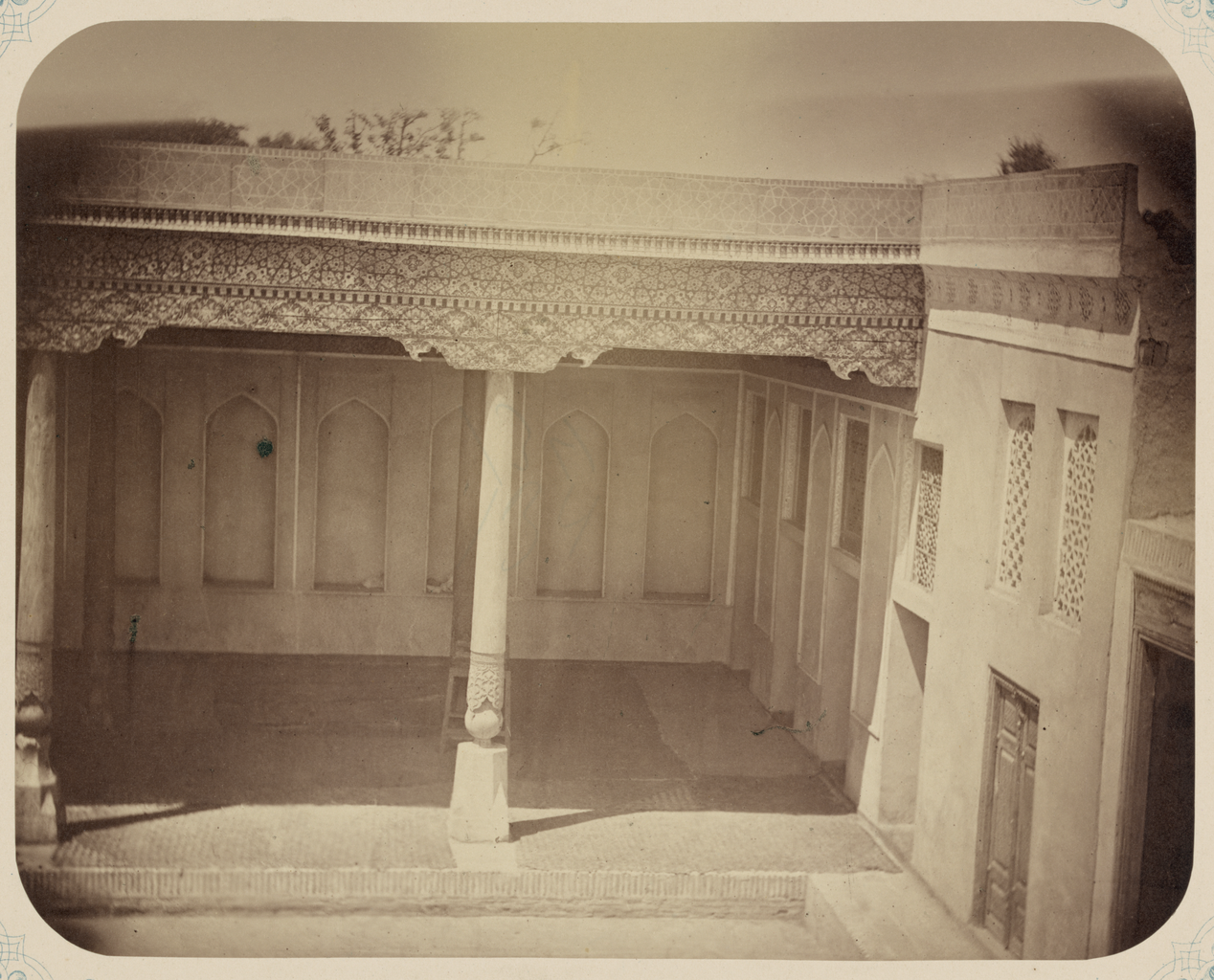
Genizá numa sinagoga de (Samarcanda, actual Uzbequistão, 1865-72)

As genizás são, portanto, repositórios temporários concebidos para albergar temporariamente textos, livros  e objetos sagrados danificados, defeituosos ou em desuso, por virtude de ser proibido o alijamento quaisquer textos ou objectos que contenham o invocações a Deus.
Dessarte, mesmo documentos de natureza mundana, como cartas particulares ou contratos legais, que na tradição hebraica possam conter prelúdios com invocações a Deus, podem ter de ser conservados em genizás. Na práticas, as genizás também podem acabar por conter textos de cariz laico, sem que os mesmos contenham alusões a Deus, contanto que os mesmos estejam  escritos noutras Línguas judaicas que usam o alfabeto hebraico (Judaico- árabe, Judaico- persa, ladino, Iídiche).
As genizás encontram-se, geralmente, na arrecadação ou enxovia das sinagogas, sendo certo que também se podem encontrar encastradas em paredes ou enterradas. Alternativamente, também se podem encontrar em cemitérios.
O conteúdo das genizás é coligido periodicamente, para posterior inumação em cemitérios próprios, os bet ḥayyim. 
As sinagogas de Jerusalém transladam o conteúdo das genizás para os bet ḥayyim de sete em sete anos. Esporadicamente, também podem fazer esses depósitos durante anos de seca, porquanto há a crença de que tal pode surtir um efeito propiciador da chuva.
Este costume está associado a uma prática muito mais antiga de enterrar um homem de reconhecida virtude com sefer (livros sagrados da tradição judaica) que se tenha tornado "pasul"( impróprios para utilização mercê da sua ilegibilidade ou degradação). Esta tradição de sepultar documentos chegou a ser praticada em Marrocos, na Argélia, na Turquia, e até mesmo no Egito.

## História recente

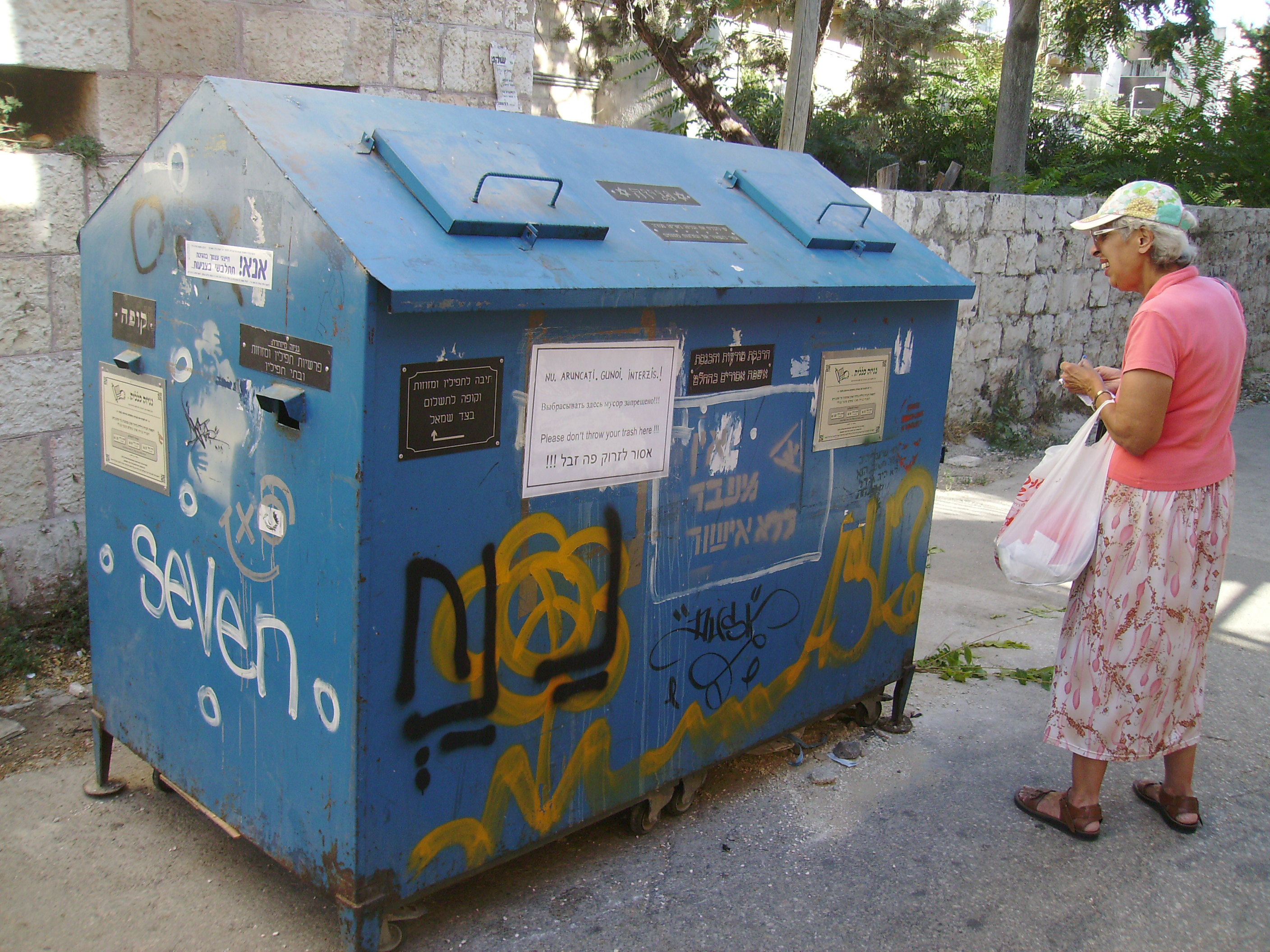
Genizá moderno, num contentor de rua em Nachlaot, Jerusalém

A genizá mais famosa, quer seja pelas suas dimensões, quer pelos seu espectacular conteúdo é a Genizá do Cairo, lautamente reconhecida no mundo ocidental pela importância histórica dos mais de 280 mil manuscritos judaicos, nela contidos, com exemplares que datam desde 870 d.C até ao séc. XIX. Em 1864 foi descoberta por Jacob Saphir, tendo sido mormente estudada por Solomon Schechter, Jacob Mann e Shelomo Dov Goitein
Graças a este material histórico, tem sido possível para os historiadores reconstituir a tessitura social, religiosa e económica do povo judaico, ao longo dos séculos naquela região, com especial destaque para a Idade Média.
Para todos os efeitos, os pergaminhos do mar morto foram descobertos entre 1946 e 1956 e terão pertencido ao espólio de uma genizá do séc. II a.C.
Em 1927, foi descoberto na genizá da comunidade judaica de Sana'a, no Iémen, um manuscrito que continha a exegese da Mishnah, redigida por Nathan ben Abraham no séc. XI.
Em 2011, na chamada genizá afegã, foi descoberto um acervo de fragmentos de manuscritos em hebraico, aramaico, judeu-árabe e judeu-persa, datados do séc. XI, numa caverna afegã, que tinha estado a ser ocupada pelos talibãs.